# Коленец (Волховский район)
Коленец — деревня в Хваловском сельском поселении Волховского района Ленинградской области.

## История
На карте Санкт-Петербургской губернии Ф. Ф. Шуберта 1834 года обозначена деревня Большой Коленец, состоящая из 22 крестьянских дворов и смежно с ней деревня Малый Коленец.

БОЛЬШОГО КОЛЕНЦА — деревня принадлежит генерал-лейтенанту Апрелеву, число жителей по ревизии: 74 м. п., 74 ж. п.

МАЛОГО КОЛЕНЦА — деревня принадлежит титулярной советнице Фефеловой и госпоже Репьёвой, число жителей по ревизии: 15 м. п., 15 ж. п.. (1838 год)

На карте Ф. Ф. Шуберта 1844 года также отмечена деревня Большой Коленец из 22 дворов и смежная с ней деревня Малый Коленец.

БОЛЬШОЙ КОЛЕНЕЦ — деревня генерал-лейтенантши Апрелевой, по просёлочной дороге, число дворов — 10, число душ — 74 м. п.

МАЛЫЙ КОЛЕНЕЦ — деревня господ Маляги, Головина и Абернибесова, по просёлочной дороге, число дворов — 7, число душ — 14 м. п. (1856 год)

БОЛЬШОЙ КОЛЕНЕЦ — деревня владельческая при реке Сяси, число дворов — 19, число жителей: 79 м. п., 94 ж. п.; Часовня православная.
 
МАЛЫЙ КОЛЕНЕЦ — деревня владельческая при реке Сяси, число дворов — 3, число жителей: 9 м. п., 8 ж. п. (1862 год)

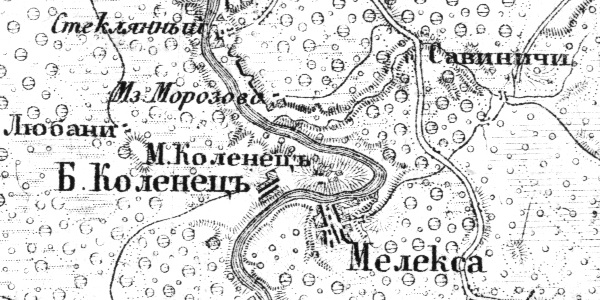
Деревни Большой и Малый Коленец на карте 1872 года

Согласно материалам по статистике народного хозяйства Новоладожского уезда 1891 года мыза Коленец принадлежала дворянину К. П. Обернибесову и была приобретена им до 1868 года; пустошь мызы Коленец площадью 221 десятина принадлежала местному крестьянину П. В. Казакову и была приобретена им в 1870 году за 1300 рублей, в его имении была мельница.
Согласно епархиальным сведениям 1899 года деревня Коленец относилась к приходу церкви Святой Троицы (ранее Казанская (Николаевская)) Никольско-Сясьского погоста в селе Хвалово.
В конце XIX — начале XX века деревня административно относилась к Хваловской волости 2-го стана Новоладожского уезда Санкт-Петербургской губернии.
По данным «Памятной книжки Санкт-Петербургской губернии» за 1905 год деревни назывались Коленец-Большой и Коленец-Малый и входили в состав Мелексинского сельского общества.
Согласно военно-топографической карте Петроградской и Новгородской губерний издания 1915 года деревня состояла из двух частей: Большой Коленец и Малый Коленец.
С 1917 по 1923 год деревни Коленец Большой и Коленец Малый входили в состав Коленецкого сельсовета Хваловской волости Новоладожского уезда.
С 1923 года в составе Мелексенского сельсовета Колчановской волости Волховского уезда.
С 1927 года в составе Волховского района.
В 1928 году население деревень составляло 217 человек.
Согласно карте Ленинградской области Северо-западного аэрогеодезического треста ГГУ издания 1932 года деревня состояла из двух частей: Большой Коленец, которая насчитывала 22 крестьянских двора и  Малый Коленец из трёх дворов. В деревне находилась ветряная мельница.
По данным 1933 года деревни Большой Коленец и Малый Коленец входили в состав Наволоцкого сельсовета Волховского района.
С 1 января 1939 года деревни Коленец Большой и Коленец Малый учитываются областными административными данными как единая деревня Коленец.
С 1946 года в составе Новоладожского района.
С 1954 года в составе Хваловского сельсовета.
В 1958 году население деревни составляло 62 человека.
С 1963 года вновь в составе Волховского района.
По данным 1966, 1973 и 1990 годов деревня Коленец также входила в состав Хваловского сельсовета.
В 1997 году в деревне Коленец Хваловской волости проживали 3 человека, в 2002 году — 7 человек (русские — 86 %).
В 2007 году в деревне Коленец Хваловского СП — 6 человек.

## География
Деревня расположена в юго-восточной части района на автодороге 41К-372 (Дудачкино — Сырецкое).
Расстояние до административного центра поселения — 8 км.
Расстояние до ближайшей железнодорожной станции Мыслино — 15 км.
Деревня находится на левом берегу реки Сясь.

## Демография
| 1838 | 1862 | 1997 | 2007 | 2010 | 2017 |
| ---- | ---- | ---- | ---- | ---- | ---- |
| 178  | ↗190 | ↘3   | ↗6   | ↗12  | ↘4   |

### Национальный состав
Согласно данным Всероссийской переписи населения 2021 года в деревне проживали 6 человек, из них: русские — 5, молдаване — 1 человек.